# Râul Tărpiu
Râul Tărpiu sau Valea Căstăilor este un curs de apă, afluent al râului Bistrița. 